# Naturschutzgebiet Campower Steilufer
Koordinaten: 53° 45′ 21,3″ N, 10° 45′ 29,2″ O
Das Naturschutzgebiet Campower Steilufer ist ein Naturschutzgebiet in Mecklenburg-Vorpommern am Ostufer des Ratzeburger Sees. Die namensgebende Ortschaft Campow befindet sich unweit östlich. Die Flächen befanden sich zu DDR-Zeiten abgeschieden im Grenzgebiet der innerdeutschen Grenze, welche durch jahrzehntelange Nichtnutzung im heutigen Grünen Band Deutschlands liegen. Die Unterschutzstellung erfolgte am 15. Mai 1990 bei einer Größe von 17 Hektar. Der Schutzzweck besteht im Erhalt quellreicher Hang- und Schluchtwälder mit hohem Totholzanteil im Bereich der steil abfallenden Uferhänge. Hervorhebenswert ist die Schneckenfauna, sowie das Vorkommen von zahlreichen Libellenarten, wie Blutrote Heidelibelle, Großer Blaupfeil und Glänzende Smaragdlibelle. Ein seltener Brutvogel ist der Wendehals.
Das Naturschutzgebiet gehört zur Entwicklungs- und Pflegezone (Zone II) des Biosphärenreservates Schaalsee und ist Bestandteil des FFH-Gebietes Ostufer Großer Ratzeburger See (MV) und Mechower Grenzgraben. Der Gebietszustand wird als befriedigend angesehen. Nährstoffeinträge aus den benachbarten Ackerflächen führen zu Beeinträchtigungen. Es gibt keine öffentlichen Wege im Gebiet.

## Grünes Band
Das Naturschutzgebiet ist aufgrund der für mehrere Jahrzehnte abgeschiedenen Lage an der innerdeutschen Grenze heute Teil des sogenannten Grünen Bandes. Die Naturschutzgebiete im Bereich des Grünen Bandes in Mecklenburg-Vorpommern sind (von Nord nach Süd) im Biosphärenreservat Schaalsee die NSG Wakenitzniederung, Kammerbruch, Campower Steilufer, Kiekbuschwiesen bei Neuhof, Mechower See, Goldensee, Techin  weiterhin die NSG Wallmoor, Pipermoor/Mühlbachta, Stecknitz-Delvenau sowie im Naturpark Mecklenburgisches Elbetal die NSG Elbhang "Vierwald", Elbdeichvorland, Rüterberg, Binnendünen bei Klein Schmölen und Löcknitztal-Altlauf.